# Ataman Traian
Ataman Traian (născut Răileanu: 14 decembrie 1941, Bălți, România - 27 martie 2020) a fost un profesor universitar, doctor, absolvent al Facultății de Medicină Generală – U.M.F. „Carol Davila” București în 1966.

## Profesia și ocupația actuală
Medic primar O.R.L.–otolog–cofochirurg; profesor universitar.

## Titluri științifice
Dr. în științe medicale, 1974, cu teza: „Studiu asupra surdităților de transmisie post-traumatice".

## Activitate profesională
Intern clinic, prin concurs (1965–1969), la U.M.F. „C. Davila", București; specializare în Otorinolaringologie (1968–1972); activitate clinică la Centrul Medical de Fono-Audiologie și Chirurgie Funcțională O.R.L. „Prof. Dr. D. Hociota" din 1973 (membru fondator), și medic primar, șef secție Cofochirurgie, din 1993; activitate didactică universitară la U.M.F. „Carol Davila" București, din 1972 și până în prezent, parcurgând toate gradele didactice, prin concurs, până la cel de profesor; director al Colegiului de Audiologie și Protezare Auditivă din U.M.F. „C. Davila" București; membru al Consiliului Profesoral U.M.F. „C. Davila" București.

## Activitate științifică
Contribuții științifice deosebite: – pe plan internațional: abordul combinat în evidarea petromastoidiană (1981); clasificarea unitară a procedeelor chirurgicale timpanoplastice și stapedo-ovale (1981); crioterapia în nevralgia de laringe superior (1990); neurofibromul solitar intracavotimpanic (1985); osteoclastomul otic (1999); – prioritatipe plan național: adenocoristomul salivar intracavotimpanic (1975); grefa libera de facial în porțiunea intrapietroasă (1995) s.a.; conducător științific de doctorate în specialitatea O.R.L.

## Specializări
Perfecționare în otologie–cofochirurgie–neuro-otologie în S.U.A., 1991 (Kansas City, Salt Lake City, Los Angeles); perfecționări în domeniile: audiologie, 1996, Finlanda (Helsinki), Suedia (Linköping), Danemarca (Copenhaga), Germania (Freiburg), Olanda (Rotterdam), Anglia (Londra); neuro-otologie, Germania (Würzburg), 1996; chirurgia implantului cohlear, 1999, Austria (Viena) și Germania (Würzburg).

## Lucrări publicate
Autor al următoarelor monografii (priorități în literatura de specialitate): „Cofochirurgia", ed. I, I.P. Filaret, 1993 și ed. a II-a revizuită, Ed. Tehnică, 1999; „Cophosurgery", Ed. Orizonturi,1997 (lucrare elogiată de marile personalități internaționale ale specialității: H.P. House; J.J. Shea; D.E. Brackmann; G.L. Schechter s.a.); „Patologia cervicofacială a nervilor cranieni", Ed. Lider, 1998 (prefațată de acad. prof. dr. Vlad Voiculescu); a publicat peste 120 de lucrări științifice în țară și peste hotare (Anglia, Franța, Belgia, Olanda, Italia, Ungaria); a participat cu lucrări la 37 manifestări științifice (congrese, conferințe, simpozioane) naționale și internaționale (Noordwijkerhout, Olanda 1995; Bruxelles, Belgia, 1997, fiind singurul est-european invitat; Bad Kissingen, 1998 etc.).

## Societăți și asociații științifice din care face parte
Membru al Societății Internaționale de Neuro-otologie și Echlibriometrie, Bad Kissingen,din 1996; membru în colegiul revistelor „O.R.L." și „România update"; membru ales (1994) în comisia de specialitate O.R.L. a Colegiului Medicilor din România.